# Eckhart Schmidt
Eckhart Schmidt (Šternberk, 31 ottobre 1938 – Monaco di Baviera, 24 ottobre 2024) è stato un regista, produttore cinematografico e scrittore tedesco.

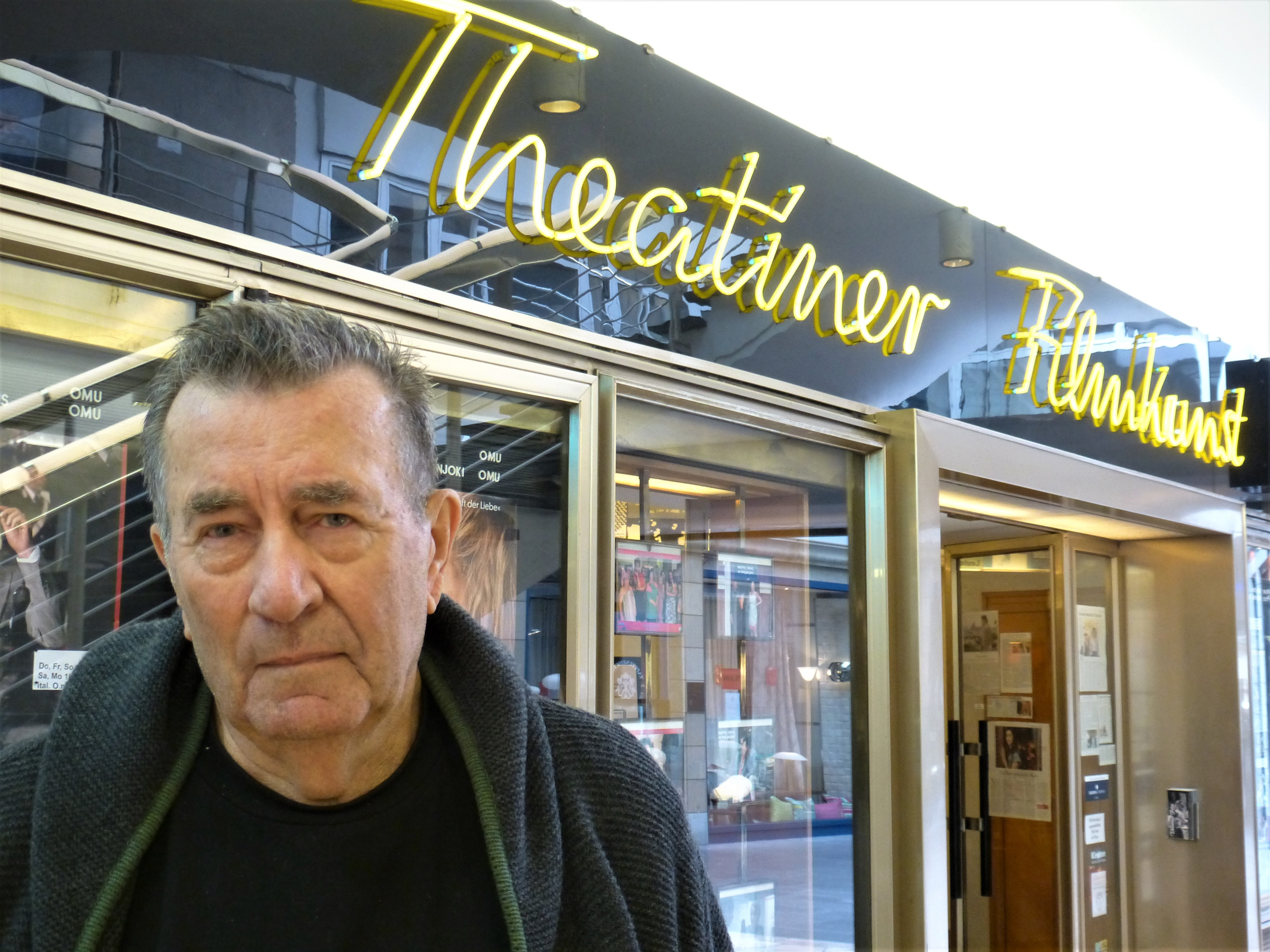
Eckhart Schmidt alla première del suo nuovo film Trittico della morte (2020)

Dal 1985 realizzò i suoi progetti con la propria casa produttrice Raphaela Film GmbH.
Nel 1982 ha diretto il film The Fan, considerato un film di culto per il cinema tedesco. Il film è un adattamento dal suo romanzo omonimo ed è stato presentato per la prima volta in Italia alla 38ª edizione del Fantafestival di Roma.

## Biografia
Dopo aver superato gli esami di maturità e dopo gli studi a Monaco di Baviera, Eckhart Schmidt lavora come critico cinematografico per il giornale Süddeutsche Zeitung, per la rivista settimanale Film e per il canale televisivo Bayerischer Rundfunk. Influenzato dal cinema italiano degli anni sessanta, cerca un’alternativa al gruppo Oberhausen e al Manifesto di Oberhausen ed al loro modo di raccontare la realtà, opponendo la sua critica della società moderna raccontata attraverso la bellezza.
I suoi primi cortometraggi furono realizzati all'inizio degli anni sessanta. Nel 1967 realizzò il suo primo lungometraggio Jet Generation. Nel 1978 fondò la rivista punk S!A!U! con le pubblicazioni di Rainer Werner Fassbinder, Herbert Achternbusch, Werner Schroeter, André Heller, Wolf Wondratschek, Vlado Kristl, Douglas Sirk, Harry R. Sokal, David Byrne, Devo e Patti Smith.
Negli anni settanta inizia a collaborare con Joachim Fuchsberger per diversi show televisivi e questa collaborazione dura per quindici anni.
Alla fine degli anni settanta inizia a realizzare i film documentari con e su Douglas Sirk, e fino al 2017 realizzerà più di ottanta film sul mito di Hollywood, sul Cinema italiano, sulla musica classica, sulle strade e sulle città.
Dagli anni ottanta Eckhart Schmidt scrive romanzi e libri di poesie – e al centro della sua opera, romanzi o poesie, c’è sempre il punto di vista delle giovani donne che raccontano le loro speranze, i loro affanni, le loro paure.
Negli anni novanta l’Italia è protagonista di tre film importanti di Schmidt: le Dolomiti (Undine), il Lago di Garda (Der Sandmann) e Roma (Broken Hearts).
Negli anni 2000 Eckhart Schmidt gira i suoi lungometraggi in alta definizione: Internet Love, 24/7 - Sunset Boulevard e, ispirato dal racconto di Cesare Pavese Suicidi (che è nella raccolta Notte di Festa), Sunset Motel, tutti e tre realizzati a Los Angeles.
Nel 1989 realizza la prima grande produzione in HDTV al mondo in cooperazione con NHK e Sony facendo l’adattamento cinematografico de L’anello del Nibelungo di Richard Wagner. Seguirono altri film di teatro lirico, tra cui l’opera di Hans Werner Henze Der Prinz von Homburg (1993). In seguito, ha realizzato più di venti documentari sulle star dell’opera, dai compositori ai direttori d’orchestra, dalle produzioni operistiche ai teatri d’opera come, ad esempio la Los Angeles Opera. Eckhart Schmidt è anche il curatore delle memorie del direttore d’orchestra Wolfgang Sawallisch.
Nei suoi film, Eckhart Schmidt è stato ispirato prima dalla Neue Deutsche Welle (Der Fan, Gold der Liebe), poi dai melodrammi di Douglas Sirk (Das Wunder) e infine dal romanticismo tedesco (Undine, Der Sandmann).
Dal 2006 Eckhart Schmidt è attivo anche come fotografo: le sue fotografie sono state pubblicate nei libri Window Girls, Mulholland Drive – Opening Scenes, Roma/Amor e sono state esposte in varie mostre in Germania e negli Stati Uniti. Nel 2011 ha esposto per la prima volta i suoi lavori di pittura con il titolo The Art of Passion a Los Angeles e a Monaco di Baviera. Nello stesso anno ha sviluppato un nuovo formato, che definisce “Fotovision”, una combinazione di poesia, fotografia e musica. La prima Fotovision è stata pubblicata nel 2011 su DVD dalla Jam Entertainment. Schmidt ha continuato il suo lavoro fotografico con opere sulla graffiti e street art a Los Angeles, che sono state esposte per la prima volta a Monaco di Baviera nel febbraio 2012; e poi nel 2013 con il progetto A la recherche d'une fille perdue, che è stato esposto a Monaco di Baviera e a Los Angeles.
Nel 2012 è stata pubblicata la raccolta di storie Corridos – Erzählungen (Corridos – Racconti), in cui Schmidt descrive le situazioni di emarginazione a Los Angeles e in Messico. Nel 2014 Schmidt ha pubblicato un libro sulla gioventù d’oggi intitolato Niemals allein, für immer einsam (Mai soli, per sempre solitari). Nel suo libro di fotografia/poesia Bad Girls are Good Girls (Le cattive ragazze sono brave ragazze), Eckhart Schmidt ha pubblicato testi di poesia in inglese, spagnolo, italiano e tedesco, combinati con le fotografie scattate a Roma, Venezia, Palermo, Los Angeles e Monaco di Baviera. Nel 2015 è stato pubblicato il libro Love and Hate in L.A. (Amore e odio a L.A.) con foto e poesie e anche un’opera intitolata The Killing of Jeanny O. (L’uccisione di Jeanny O.), che si occupa dello sfondo dell’omicidio di Ronnie Chasen.
A metà 2015, Schmidt ha lasciato Los Angeles, dove ha lavorato regolarmente per oltre trent’anni. Dal 2016, Schmidt vive anche a Roma, dove ha realizzato nove lungometraggi, riassunti sotto il titolo Römischer Zyklus (Ciclo romano), che ha portato al cinema e pubblicato su Blu-ray. Nel 2017 ha pubblicato il libro di poesie Amore verticale.
Nel 2018 i film del "Ciclo romano" sono stati presentati a Trieste al festival I mille occhi. Nello stesso anno è stata pubblicata l’autobiografia Stichworte e il libro di poesie Pomeriggio a Roma.
Con lo pseudonimo di Raoul Sternberg, Eckhart Schmidt ha firmato i seguenti lungometraggi: Die Küken kommen (1985), Hollywood Fling: Diary of a Serial Killer (2010) e ha scritto i seguenti libri: Hotel/Minorella – Tagebuch einer 16-Jährigen (Zwei Romane), NASS – Tagebuch einer 16-Jährigen, Corridos – Erzählungen.
Si è spento nel 2024.

## Vita privata
Eckhart Schmidt fu sposato con l’attrice Isi ter Jung per quarantasei anni, fino alla sua morte avvenuta nel 2007. Nel 2015 passò a nuove nozze con Gorana Dragaš, produttrice dei suoi film e traduttrice.

## Filmografia
Cortometraggi
- Nachmittags (1964)
- Die Flucht (1965)
- Nachtblau (1991)
- Zwischenmusik (1995)

Lungometraggi
- Mädchen, Mädchen (1967)
- Jet Generation (1968)
- Erotik auf der Schulbank (1968), Segment Fantasie
- Atlantis (1970)
- The Fan (1982)
- Das Gold der Liebe (1983)
- Die Story (1984)
- Loft (1985)
- Alphacity (1985)
- Die Küken kommen (1985), as Raoul Sternberg
- Das Wunder (1985)
- Wie treu ist Nik? (1986)
- Undine (1992)
- E. T. A. Hoffmanns – Der Sandmann (1993)
- Broken Hearts (1996)
- Küsse, Bisse (1996)
- Internet Love (2000)
- Girls – Mädchen – Ragazze (2000)
- 24/7 – Sunset Boulevard (2002)
- Sunset Motel (2003)
- Hollywood Fling: Diary of a Serial Killer (2010), as Raoul Sternberg
- Love and Death in the Afternoon (2017)
- Princess – Voices from Hell (2017)
- My most beautiful Summer (2017)
- Stella (2017)
- Stella Reloaded (2017)
- Angels Flight (2017)
- It's me (2017)
- Loving Valeria (2017)
- Amor sacro, Amor profano (2017)
- Mitologia 1 (2018)
- Mitologia 2 (2018)
- Colour of Love (2018)
- Colore d'amore (2018)
- Abbundanza (2018)
- What Dreams may Come (2018)
- Solitudine 1 (2018)
- Solitudine 2 (2018)
- The Girl and the Octopus (2018)
- La musa (2018)
- La terza faccia (2018)
- First Kiss and all ... (2019)
- Piazza d'amore (2019)
- The Beast and the Beauty (2019)
- A Little Piece of Horror (2019)
- Noir after Noon (2020)
- Teatro del Sole (2020)
- Paradise Noir (2020)
- Solitudine Donna (2020)
- Solitudine Poeta (2020)
- Palermo.Gente. (2020)
- Trittico della Morte (2020)
- Generation Z – Da war ein Himmel (2020)
- Hallo, Leute! (2020)
- Ragazze dei Fiori (2020)
- Dance, Salome! (2021)
- TreCamerone 1 (2021)
- TreCamerone 2 (2021)
- TreCamerone 3 (2021)
- Venezia.Lido. (2021)
- Angelo (2021)
- Where is Italo Tedesco? (2021)
- Day by Day – A digital Diary (2021)
- Day by Day 2 – A digital Diary (2021)
- Girotondo d'amore (2021)
- To be (2021)
- Obsessions (2021)
- Alla Bellezza (2021)
- La Bella Amazzone (2021)
- Update Amore (2021)
- Die schönste Zeit meines Lebens (2021)
- La mia bella Romana (2021)
- Il Cuore del Leone (2021)
- Garten der Engel (2021)
- Mädchen.München. (2021)
- Day by Day 3 (2021)
- Day by Day 4 (2021)
- Day by Day 5 (2021)
- Day by Day 6 (2021)
- Venezia – Seasons of Love (2021)
- The Demon's Kiss (2021)
- Chi è la più bella? (2022)
- La Noia – Ach, diese Langeweile (2022)
- Un pomeriggio a Roma (2022)
- Ghosting (2022)
- Kisses and all ... (2022)
- Amor Veneziano (2022)
- Medusa (2022)
- L’amor che move il sole (2022)
- I quattro canti della vita (2022)
- Palermo.Amor. (2022)
- Day by Day 7 (2022)
- Kriemhild (2022)

Adattamento cinematografico delle opere
- Der Ring des Nibelungen (1990)
- Der Fliegende Holländer (1991)
- Der Prinz von Homburg (1994)

Documentari
- Douglas Sirk - Über Stars (1980)
- Neue Welle ’82 - Rabiate Langeweile (1982)
- From UFA to Hollywood – Douglas Sirk remembers (1991)
- Der Garderobier - Karlheinz Stempel erzählt (1993)
- Sawallisch (1993)
- Epstein in Hollywood – Julius J. Epstein Talks (1994)
- Christa Ludwig – Der Abschied (1995)
- Schumann-Hampson-Sawallisch (1996)
- Kundry (1996)
- Hollywood Dreamers (1997)
- Black Hollywood (1997)
- Wu-Thang Clan: This Shit is from the Heart (1997)
- Sunset Boulevard – 27 Meilen Amerika (1997)
- Hollywood, Germany (1997)
- Freiheit in Hollywood – Rudolph S. Joseph über Douglas Sirk und G. W. Pabst (1997)
- Der Klassik-Kaiser (1997)
- Karl Haas – Abenteuer Musik (1998)
- Walter Haupt – Der Film (1999)
- View and Vision: The Architectural Photography of Julius Shulman (1999)
- Mythos Hollywood (1999)
- Gottfried Pilz – Vision und Faszination (1999)
- Vom Überleben – Die Geschichte der Mania Hartmayer-Breuer (2000)
- Lost Angeles – Eine Stadt zwischen Traum und Trauma (2000)
- Las Vegas – Die erste Stadt des 21. Jahrhunderts (2000)
- Kurt Moll – Ein Mann, ein Bass (2000)
- Hollywood Boulevard – Die Hauptstrasse der Traumfabrik (2000)
- Besuch bei Tippi Hedren (2000)
- Besuch bei Don Murray (2000)
- Besuch bei Bud Boetticher (2000)
- Besuch bei Rod Steiger (2001)
- Besuch bei Ray Bradbury (2001)
- Besuch bei James Ellroy (2001)
- California Classic (2001)
- Inge Borkh – Es singt aus mir (2002)
- Wolfgang Sawallisch – Ein Leben für die Musik (2002)
- Young Hollywood – Die Traumfabrik erfindet sich neu (2002)
- Die Mafia-Prinzessin – Susan Bermans Las Vegas Testament (2002)
- Francesco Rosi – Momente der Wahrheit (2002)
- Federico Fellini – Mit den Augen der Anderen (2003)
- Die Welt des Claude Chabrol (2003)
- Motel California (2003)
- Hubert Selby Jr. – Last Exit to L. A. (2003)
- Musen, Macht und Glamour – Die Welt der Maximilianstrasse (2004)
- Männer in Trenchcoat, Frauen im Pelz (2004)
- Hollywood Legenden (2004)
- Hitlers letzte Tage – Der Film ‚Der Untergang‘ (2005)
- Sena Jurinac – Jedes Ding hat seine Zeit (2005)
- Die Meistersinger von München (2005)
- Filmlegenden. Deutsch (2005)
- Silent Hollywood: Cult, Stars, Scandals (2005)
- Mythos Mozart – Musik für die Welt (2006)
- Jenseits von Hollywood – Das Kino des Otto Preminger (2006)
- Hollywoods Oper – Eine Oper für Los Angeles (2006)
- Jerry Lewis – König der Komödianten (2006)
- Jane Russell – Der Star aus dem Heu (2006)
- Fred Zinnemann – Der Mann, der ‚High Noon‘ machte (2007)
- Tatort Oper – Wie Filmemacher Oper machen (2007)
- Fernsehgeschichte(n). Deutsch (2007)
- Joachim Fuchsberger erzählt … (2007)
- Glamour vs. Paparazzi (2008)
- Hildegard Behrens – Ausdruck und Schönheit (2008)
- Hollywood Gangster (2008)
- Heimat – Deine Filme: Der Traum vom Paradies (2008)
- Heimat – Deine Filme: Stars, Spass und Wirklichkeit (2008)
- Der Regisseur Uli Edel – Phantasie und Fakten (2009)
- Western-Legenden – Made in Hollywood (2009)
- Ruth Leuwerik erzählt … (2009)
- Margot Hielscher erzählt … (2009)
- Glanz und Elend in Hollywood – Natalie Wood (2009)
- Faszinierende Frauen, Faszinierende Stimmen (2009)
- Verbotene Musik (2009)
- Marilyn Monroe – Ich möchte geliebt werden (2010)
- Marilyn Monroe – Tod einer Ikone (2010)
- Mulholland Drive – Ein Hollywood Mythos (2010)
- Mythos Metropolis (2010)
- Percy Adlon erzählt … (2010)
- Tony Curtis erzählt … (2010)
- Elke Sommer erzählt … (2010)
- Bernd Eichinger erzählt … (2011)
- Hollywood Skandals (2011)
- Hollywoods Walk of Fame (2011)
- The Last Graffiti Show (2012)
- Stardust Hollywood – Sternenstaub und Götterwelten (2013)
- Hollywood Rebells (2013)
- Cinema Italiano – Momenti della Verità (2014)
- Helmut Dietl erzählt … (2015)
- Made in Hollywood: Hitchcocks Blondinen (2016)
- Made in Hollywood: The World of Raoul Walsh (2017)
- Made in Hollywood: The World of Budd Boetticher (2017)
- Made in Hollywood: The World of William Wellman (2017)
- Sonja Ziemann erzählt … (2017)
- Peter Kraus erzählt … (2017)
- Los Angeles narrates … (2017)
- Karin Michalke: Beste Zeit auf der Alm (2017)
- Julie Taymor: Shakespeare‘s Kino (2017)
- Harold Nebenzal erzählt … (2017)
- Artur Brauner erzählt … (2017)
- Robert Sigl erzählt … (2017)
- Carroll Baker: vom Baby Doll zur Lady Glamour (2017)
- F. Scott Fitzgerald: Seine Sekretärin Frances Kroll Ring erzählt … (2017)
- Ludwig I. – Italienische Elegie (2019)

Fotovision
- Fotovision: Photographie, Poesie, Musik (2011)
- Motel Girls (2012)
- All about Girls (2013)

## Libri
- Der Fan – Tagebuch einer Sechzehnjährigen, Droemer Knaur, München, 1982, ISBN 978-3426024522
- Das Gold der Liebe, Droemer Knaur, München, 1983, ISBN 978-3426024539
- Die Story, Droemer Knaur, München, 1984, ISBN 3-426-02455-1
- Das Tagebuch des Feuerpferds, Dieve Verlag, 1988, ISBN 978-3927131088
- Die Einsamkeit des Eisbären und andere faszinierende Geschichten (Geheimnisvolle Tierwelt), Bastei Luebbe Verlagsgruppe, Köln, 1989, ISBN 3-404-63204-4
- Der Bayerische Filmpreis '94, '95 und '96; Olzog – Aktuell GmbH, 1999, ISBN 3-7892-7393-7
- Window Girls – Fotobuch, Belleville, 2008, ISBN 978-3936298598
- Mulholland Drive – Opening Scenes: Fotobuch, Belleville, 2009, ISBN 978-3936298826
- ROMA/AMOR – Fotobuch, Belleville, 2010, ISBN 978-3936298154
- Hotel/Minorella – Tagebuch einer 16-Jährigen (Zwei Romane), ES Publishing, München, 2011, ISBN 978-3000351549, as Raoul Sternberg
- Bad Girls Are Good Girls – A Poetry album, ES Publishing, München, 2013, ISBN 978-3000436949
- Niemals allein, für immer einsam – Generation Y, ES Publishing, München, 2013, ISBN 978-3000439179
- NASS – Tagebuch einer 16-Jährigen, ES Publishing, München, 2014, ISBN 978-3000442186, as Raoul Sternberg
- Corridos – Erzählungen, ES Publishing, München, 2014, ISBN 978-3000361180, as Raoul Sternberg
- Love and Hate in L.A., Belleville, 2014 ISBN 978-3943157789
- Hollywood Girl, ES Publishing, München, 2016, ISBN 978-3000529146
- Amore Verticale, ES Publishing, München, 2017, ISBN 978-3000558283
- La La Land Stories, ES Publishing, München, 2017, ISBN 978-3000570841
- Stichworte, ES Publishing, München, 2018, ISBN 978-3000590849
- Pomeriggio a Roma, ES Publishing, München, 2018, ISBN 978-3000590856
- Motel Girls – Gedichte und Fotografien, Belleville, 2018, ISBN 978-3943157000
- Erster Kuss und so ..., ES Publishing, München, 2019, ISBN 978-3982058009
- Gefängnis Zoo, ES Publishing, München, 2019, ISBN 978-3982058016